# Germán Burgos
Germán Adrián Ramón Burgos (Mar del Plata, 16 aprile 1969) è un allenatore di calcio ed ex calciatore argentino, di ruolo portiere.

## Carriera

### Giocatore

#### Club
Soprannominato el mono (la scimmia), Burgos iniziò la carriera nelle giovanili dell'Almagro de Florida. In seguito, lo ingaggiò il Ferro Carril Oeste, che lo fece debuttare in prima squadra il 3 settembre 1989: giocò infatti nella sfida contro il Newell's Old Boys. Dopo cinque stagioni su alti livelli, venne acquistato dal River Plate. Con il nuovo club vinse per quattro volte il Torneo Apertura e per una il Torneo Clausura, oltre alla Coppa Libertadores 1996 e la Supercoppa Sudamericana nel 1997. Fu in panchina anche nella Coppa Intercontinentale 1996, persa contro la Juventus.
Nel 1999, passò al Maiorca. Rimase al club per due anni, ma nella seconda stagione ebbe alcuni problemi fisici che misero a rischio il prosieguo della sua carriera. Nel 2001 firmò per l'Atlético Madrid, allora militante nella Segunda División: contribuì alla vittoria finale in campionato della squadra e alla conseguente promozione. Si ritirò nel 2004.

#### Nazionale
Burgos giocò 35 partite per l'Argentina tra il 1995 ed il 2002. Partecipò alle edizioni 1995 e 1999 della Copa América, oltre che al campionato del mondo 1998 (fu riserva di Carlos Roa) e al campionato del mondo 2002, conclusi rispettivamente nei quarti di finale e nella fase a gironi. Nonostante fosse stato il portiere titolare durante gran parte delle qualificazioni al mondiale nippo-coreano, il commissario tecnico Marcelo Bielsa gli preferì nel corso del torneo Pablo Cavallero.

### Allenatore
Dopo aver abbandonato il calcio giocato, ha iniziato la carriera di allenatore. Nel 2010 ha guidato il Carabanchel.
Nel gennaio 2011 è entrato nello staff di Diego Simeone per ricoprire il ruolo di vice allenatore del Catania. Ha seguito Simeone anche nelle successive esperienze alla guida di Racing Club e Atlético Madrid.

## Palmarès

### Giocatore

#### Club

##### Competizioni nazionali
- Campionato argentino: 5

River Plate: Apertura 1994, Apertura 1996, Apertura 1997, Clausura 1997, Apertura 1999
- Segunda División: 1

Atlético Madrid: 2001-2002

##### Competizioni internazionali
- Coppa Libertadores: 1

River Plate: 1996
- Supercoppa sudamericana: 1

River Plate: 1997

### Allenatore

#### Club

##### Competizioni internazionali
- Supercoppa UEFA: 1

Atletico Madrid: 2018